# Kambodjafnittertrast
Kambodjafnittertrast (Garrulax ferrarius) är en fågel i familjen fnittertrastar inom ordningen tättingar.

## Utseende
Kambodjafnittertrasten är en stor (28–31,5 cm) och mörk fnittertrast. Den har ockratonat chokladbrun hjässa, grått på mantel och som en krage ner till bakre delen av undersidan, på ovansidan övergående i olivbrunt. Vingpennornas innerfan är brunsvarta, liksom stjärten. Vidare är den glansigt svart i ansiktet och ner till bröstet, med ljusblå bar hud kring ögat och en vit fläck bakom örontäckarna. Lätet är ett snabbt kacklande skratt, mycket likt svarthuvad fnittertrast (Garrulax milleti).

## Utbredning och systematik
Fågeln förekommer enbart i sydvästra Kambodja. Den behandlas som monotypisk, det vill säga att den inte delas in i några underarter. Arten behandlades tidigare som underart till vithalsad fnittertrast (G. strepitans) men tros stå närmare svarthuvad fnittertrast (G. milleti).

## Levnadssätt
Kambodjafnittertrasten hittas i låglänta och bergbelägna fuktiga skogar, på mellan 500 och 1800 meters höjd. Arten är ljudlig men skygg och syns vanligen i grupper om tio eller fler fåglar, mestadels nära marken födosökande bland döda löv. Den påträffas ofta i artblandade flockar. Födan är dåligt känd, men antas leva av större ryggradslösa djur. Ingen information finns om fågelns häckningsbiologi.

## Status
Kambodjafnittertrasten har ett litet utbredningsområde, men beståndet anses vara stabilt. Internationella naturvårdsunionen IUCN kategoriserar arten som livskraftig.